# Jekyll (logiciel)
Pour les articles homonymes, voir Jekyll.
Jekyll est un générateur de site statique développé par Tom Preston-Werner, le fondateur de Github. C'est un logiciel libre écrit en langage Ruby. En 2017, il est considéré comme le générateur de site statique le plus populaire.